# Ислям III Герай
Ислям III Гера́й (Гире́й) (крым. III İslâm Geray, ٣ اسلام كراى‎; 1604—1654) — хан Крыма в 1644—1654 годах. Сын крымского хана Селямета I Герая. Правил Крымом в промежутке между двумя правлениями Мехмеда IV Герая.
Встречающиеся в литературе варианты написания: Ислям III Гирей, Ислям III Гирай, Ислям Гирей III. Имя хана встречается в вариантах Ислям и Ислам.

## Биография
В юности во время войны с Речью Посполитой царевич Ислям Герай попал в плен в 1629 году и провёл в Польше 7 лет (1629—1636 годы). После освобождения Ислям поселился в Османской империи. В 1637 году новый крымский хан и старший брат Бахадыр I Герай назначил Исляма калгой. В 1640 году калга-султан Ислям Герай во главе большого войска совершил крупный разорительный поход на Украину.

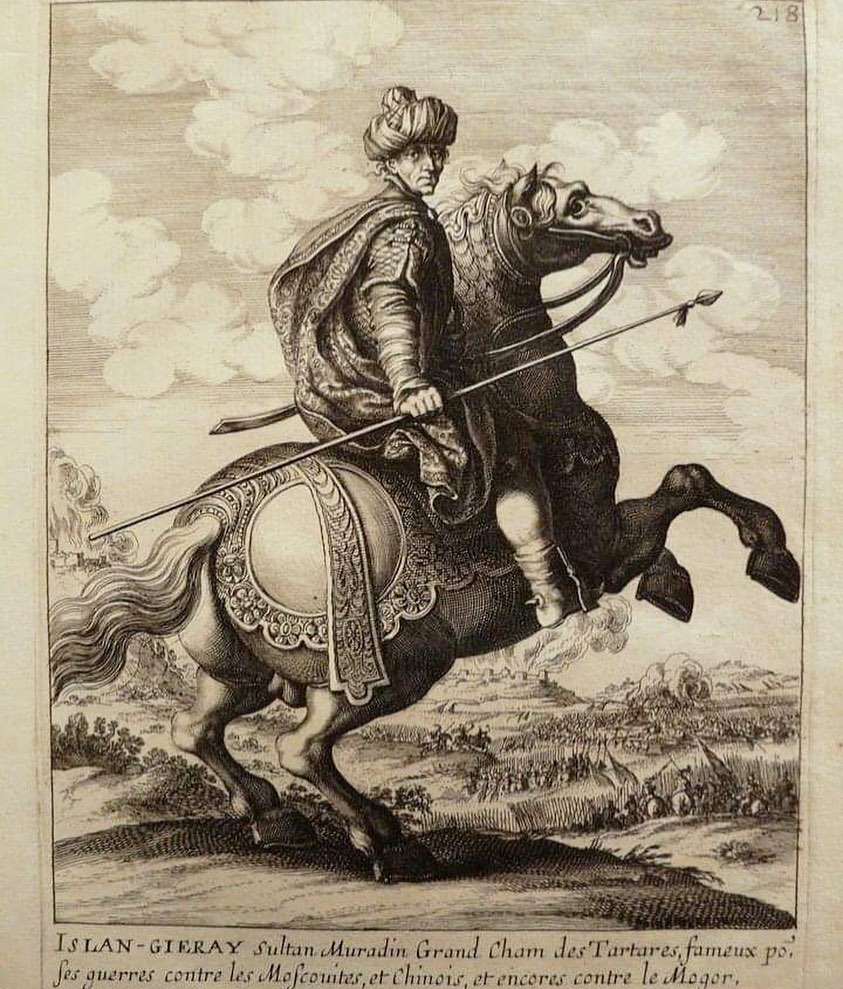
Ислям III Герай

В 1641 году после смерти Бахадыра Герая и вступления на ханский престол Мехмеда IV Герая Ислям Герай снова покинул Крым и уехал в турецкие владения. Спустя три года, в 1644 году османский султан Ибрагим I отправил крымского хана Мехмеда IV Герая в отставку и назначил его старшего брата Исляма Герая новым ханом. Заняв ханский престол, Ислям Герай назначил калгой своего младшего брата Кырыма Герая (1644—1651), а нурэддином — племянника Гази Герая, сына своего другого брата Мубарека Герая. В 1651 году после гибели калги Кырыма Герая он назначил новым калгой бывшего нурэддина Гази Герая, а нурэддином сделал своего младшего брата Адиля Герая.
Отличительной чертой правления Исляма III стало спокойствие внутри Крымского государства, обычно раздираемого междоусобной враждой кланов. Ислям III старался выдвигать на первые роли в государстве «служилую знать» — людей, добившихся высокого положения в награду за службу хану, а не в силу благородного происхождения, например визиря Сефер Гази ага. Делал он это умело, стараясь не вызывать раздражения родовой аристократии. Ислям III слыл щедрым правителем, поскольку на свои личные средства вёл по всей стране строительство и обновление общественных сооружений (фонтанов, водопроводов, крепостей и т. д.).
В российской, украинской и польской историографии крымский хан Ислям III Герай известен благодаря его участию в возглавленной запорожским гетманом Богданом Хмельницким освободительной войне украинского казачества против владычества Речи Посполитой (1648—1654). Поддержка украинских казаков по замыслам крымского хана Исляма III должна была привести к образованию на северных границах Крымского ханства нового казацкого государства, которое стало бы, в отличие от враждебных Польши и России, союзником Крыма.
Умер в июне 1654 года, по украинскому преданию — отравленный одной пленницей-украинкой, мстившей за бедствия своей родины.

## Образ Исляма III Герая в поэзии
- Джан-Мухаммед «Про поход Исляма Герая III совместно с Богданом Хмельницким на Польшу 1648—1649 гг.»[5] (дастан (поэма) - жемчужина крымскотатарской поэзии XVII в.)

## Образ Исляма III Герая в кино
- «Огнём и мечом» / «Ogniem i mieczem» (1999; Польша) режиссёр — Ежи Гофман, в роли Исляма III — Адам Ференцы.
- «Богдан-Зиновий Хмельницкий» / «Богдан-Зиновій Хмельницький» (2006; Украина) режиссёр — Николай Мащенко, в роли Исляма III — Билял Билялов.